# Фітільє
Фітільє́ (фр. Fitilieu) — колишній муніципалітет у Франції, у регіоні Овернь-Рона-Альпи, департамент Ізер. Населення — 1754 осіб (2011).
Муніципалітет був розташований на відстані близько 440 км на південний схід від Парижа, 65 км на південний схід від Ліона, 45 км на північ від Гренобля.

## Історія
До 2015 року муніципалітет перебував у складі регіону Рона-Альпи. Від 1 січня 2016 року належав до нового об'єднаного регіону Овернь-Рона-Альпи.
1 січня 2016 року Фітільє, Лез-Абре i Ла-Баті-Дівізен було об'єднано в новий муніципалітет Лез-Абре-ан-Дофіне.

## Демографія
Динаміка населення (INSEE ):
Розподіл населення за віком та статтю (2006):
| Стать | Всього | До 15 років | 15-24 | 25-44 | 45-64 | 65-85 | Понад 85 |
| --- | ------ | ----------- | ----- | ----- | ----- | ----- | -------- |
| Чоловіки | 743    | 210         | 54    | 230   | 184   | 61    | 4        |
| Жінки | 784    | 175         | 38    | 226   | 215   | 103   | 27       |
| \| Статево-вікова піраміда \| Статево-вікова піраміда \| Статево-вікова піраміда \| \| ----------------------- \| ----------------------- \| ----------------------- \| \| Чоловіки \| Вік \| Жінки \| \| 4 \| 85 + \| 27 \| \| 19 \| 80-84 \| 19 \| \| 11 \| 75-79 \| 4 \| \| 4 \| 70-74 \| 23 \| \| 27 \| 65-69 \| 57 \| \| 46 \| 60-64 \| 38 \| \| 54 \| 55-59 \| 73 \| \| 50 \| 50-54 \| 54 \| \| 34 \| 45-49 \| 50 \| \| 73 \| 40-44 \| 50 \| \| 73 \| 35-39 \| 80 \| \| 46 \| 30-34 \| 54 \| \| 38 \| 25-29 \| 42 \| \| 27 \| 20-24 \| 11 \| \| 27 \| 15-20 \| 27 \| \| 69 \| 10-14 \| 57 \| \| 103 \| 5-9 \| 61 \| \| 38 \| 0-4 \| 57 \| |        |             |       |       |       |       |          |
| Статево-вікова піраміда |        |             |       |       |       |       |          |
| Чоловіки | Вік    | Жінки       |       |       |       |       |          |
| 4 | 85 +   | 27          |       |       |       |       |          |
| 19 | 80-84  | 19          |       |       |       |       |          |
| 11 | 75-79  | 4           |       |       |       |       |          |
| 4 | 70-74  | 23          |       |       |       |       |          |
| 27 | 65-69  | 57          |       |       |       |       |          |
| 46 | 60-64  | 38          |       |       |       |       |          |
| 54 | 55-59  | 73          |       |       |       |       |          |
| 50 | 50-54  | 54          |       |       |       |       |          |
| 34 | 45-49  | 50          |       |       |       |       |          |
| 73 | 40-44  | 50          |       |       |       |       |          |
| 73 | 35-39  | 80          |       |       |       |       |          |
| 46 | 30-34  | 54          |       |       |       |       |          |
| 38 | 25-29  | 42          |       |       |       |       |          |
| 27 | 20-24  | 11          |       |       |       |       |          |
| 27 | 15-20  | 27          |       |       |       |       |          |
| 69 | 10-14  | 57          |       |       |       |       |          |
| 103 | 5-9    | 61          |       |       |       |       |          |
| 38 | 0-4    | 57          |       |       |       |       |          |

## Економіка
2010 року серед 1088 осіб працездатного віку (15—64 років) 775 були активними, 313 — неактивними (показник активності 71,2%, у 1999 році було 70,8%). З 775 активних мешканців працювали 733 особи (392 чоловіки та 341 жінка), безробітними було 42 (18 чоловіків та 24 жінки). Серед 313 неактивних 64 особи були учнями чи студентами, 128 — пенсіонерами, 121 була неактивною з інших причин.

У 2010 році в муніципалітеті числилось 661 оподатковане домогосподарство, у яких проживали 1680,5 особи, медіана доходів виносила 18 121 євро на одного особоспоживача